# 阿喀斯

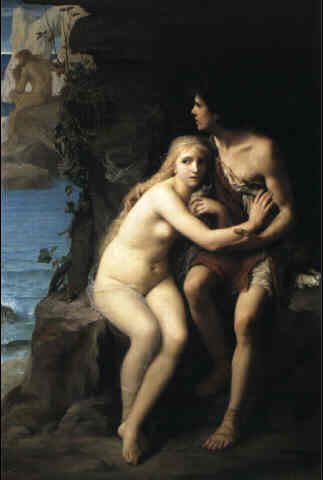
阿喀斯和伽拉忒亞，波呂斐摩斯位在遠方，Édouard François Zier的作品(1877年)。

阿喀斯(Ἆκις)，希臘神話的美少年，潘和Symaethus的女兒Symaethis之子。

## 神話
奧維德所著作的變形記中描寫阿喀斯是一個絕世的美少年，16歲時接受涅瑞伊得斯之一伽拉忒亞的示愛而成為了戀人，然而獨眼巨人波呂斐摩斯也對伽拉忒亞抱持著熱烈的愛意，可是並沒有得到伽拉忒亞的回應。
就在某一日，波呂斐摩斯正好撞見阿喀斯和伽拉忒亞獨處著；伽拉忒亞害怕的逃進海中，同時阿喀斯也逃跑了；然而波呂斐摩斯卻從山上扔下一塊岩石到阿喀斯的頭上，當場將阿喀斯壓死。
阿喀斯的鮮血從岩石下流出後，伽拉忒亞一邊祈禱著阿喀斯能變成河流；並一邊觸摸著岩石，岩石就裂開湧出水來；形成了與他同名的河流，並生長出茂盛的蘆葦。